# Alexander Skene

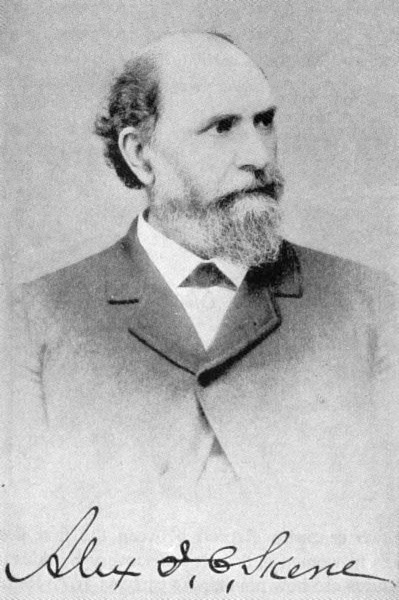
Porträtfotografie des Alexander Johnston Chalmers Skene

Alexander Johnston Chalmers Skene  (* 17. Juni 1837 in Fyvie (Schottland); † 4. Juli 1900 in Catskill (New York)) war ein schottisch-britisch-amerikanischer Gynäkologe und Hochschullehrer.

## Leben und Wirken
Skene ging zunächst in Aberdeen zur Schule, dann im Alter von 19 Jahren, im Jahre 1857, siedelte er nach Nordamerika über. Er studierte Medizin am King’s College (heute Universität von Toronto), dann wechselte er an die Universität von Michigan, um schließlich, ab dem Jahre 1863, am Long Island College Hospital in Brooklyn als Arzt zu praktizieren. Ab Juli 1863 bis Juni 1864 war er stellvertretender Chirurg in der US Army während des Sezessionskriegs, danach trat er in Brooklyn in eine Privatpraxis ein und avancierte zum Professor für Frauenkrankheiten am Long Island College Hospital, Professor of Diseases of Women and Clinical Obstetrics (von 1870 bis 1899). Dort nahm er die Funktion eines President of Long Island College Hospital (Downstate’s predecessor institution) (von 1893 bis 1899) ein. Im Jahre 1884 erhielt er einen Ruf als Professor für Gynäkologie an der postgraduate Medical School in New York und war Präsident der American Gynecological Society.
Skene schrieb fünf Monographien bzw. Lehrbücher und über 100 medizinische Artikel und mehrere Lehrbücher, er trug zur Entwicklung einer Vielzahl von operativen Instrumente bei und verbesserte etliche chirurgische Techniken. Skene führte die erste erfolgreiche Operation der Gastro-Elytrotomie (siehe Sectio caesarea), die aufgezeichnet wurde, und auch die Kraniotomie des fetalen Schädels mit dem Sims-Spekulum geht auf ihn zurück. Denn in verzweifelten Fällen, in denen der Schädel des Kindes bei der Geburt das knöcherne Becken der Frau nicht passieren konnte, wurde diese bereits von Hippokrates beschriebene Methode bis ins 18. Jahrhundert hinein verwendet. Ziel des Eingriffes war es dabei, den Schädel des Kindes zu verkleinern. Dies war vor Einführung des Kaiserschnittes in den beschriebenen Fällen die einzige Möglichkeit, das Leben der Mutter (wenn auch nicht des Kindes) zu retten. Er arbeitete zeitweise mit dem US-amerikanischen Frauenarzt James Marion Sims (1813–1883) aus Montgomery (Alabama) zusammen.
In erster Linie erinnert man sich an ihn für seine Beschreibung der Skenes Drüsen die am Boden der Harnröhre, im periurethralen Bindegewebe, liegen. Eine dort auftretende Infektion wird nach ihm als Skenitis benannt.

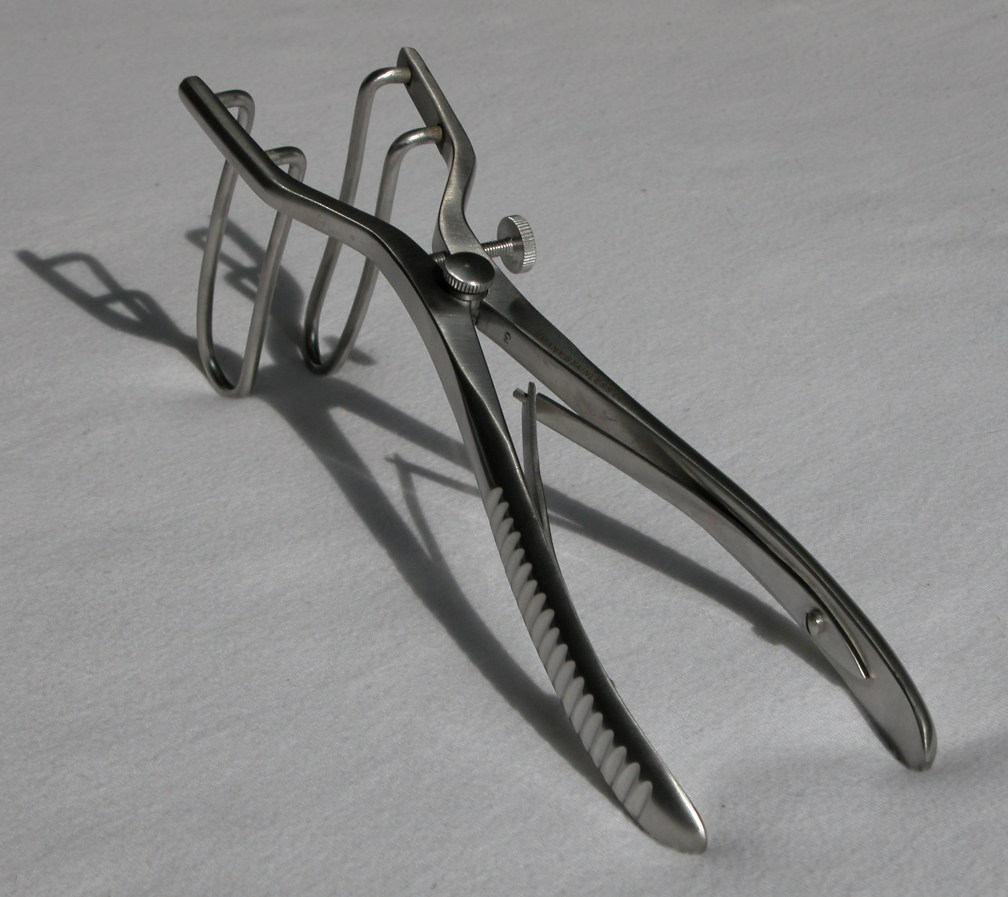
Sims-Spekulum

Als Bildhauer schuf Skene eine Büste von J. Marion Sims, die in der Lobby der Kings County Medical Society ausgestellt ist. Eine Büste, die ihn ehrt, befindet sich im Prospect Park Plaza (auch bekannt als Grand Army Plaza). Diese Statue wurde 2011 verschoben, um eine Statue von Abraham Lincoln, einem ehemaligen US-Präsidenten, unterzubringen.
Skene starb am 4. Juli 1900 in seinem Sommerhaus in Catskills, New York an einem akuten Koronarsyndrom. Man setzte ihn auf dem Rockland Cemetery in Sparkill, New York bei.
Skene hinterließ einen Sohn, Jonathan Bowers und seine in Belgien geborene Ehefrau Annette W. L. Van der Wegen.

## Werke (Auswahl)
- Uro-Cystic and Urethral Diseases in Women. New York 1877.
- Treatise on Diseases of Women, for the Use of Students and Practitioners. (1888).

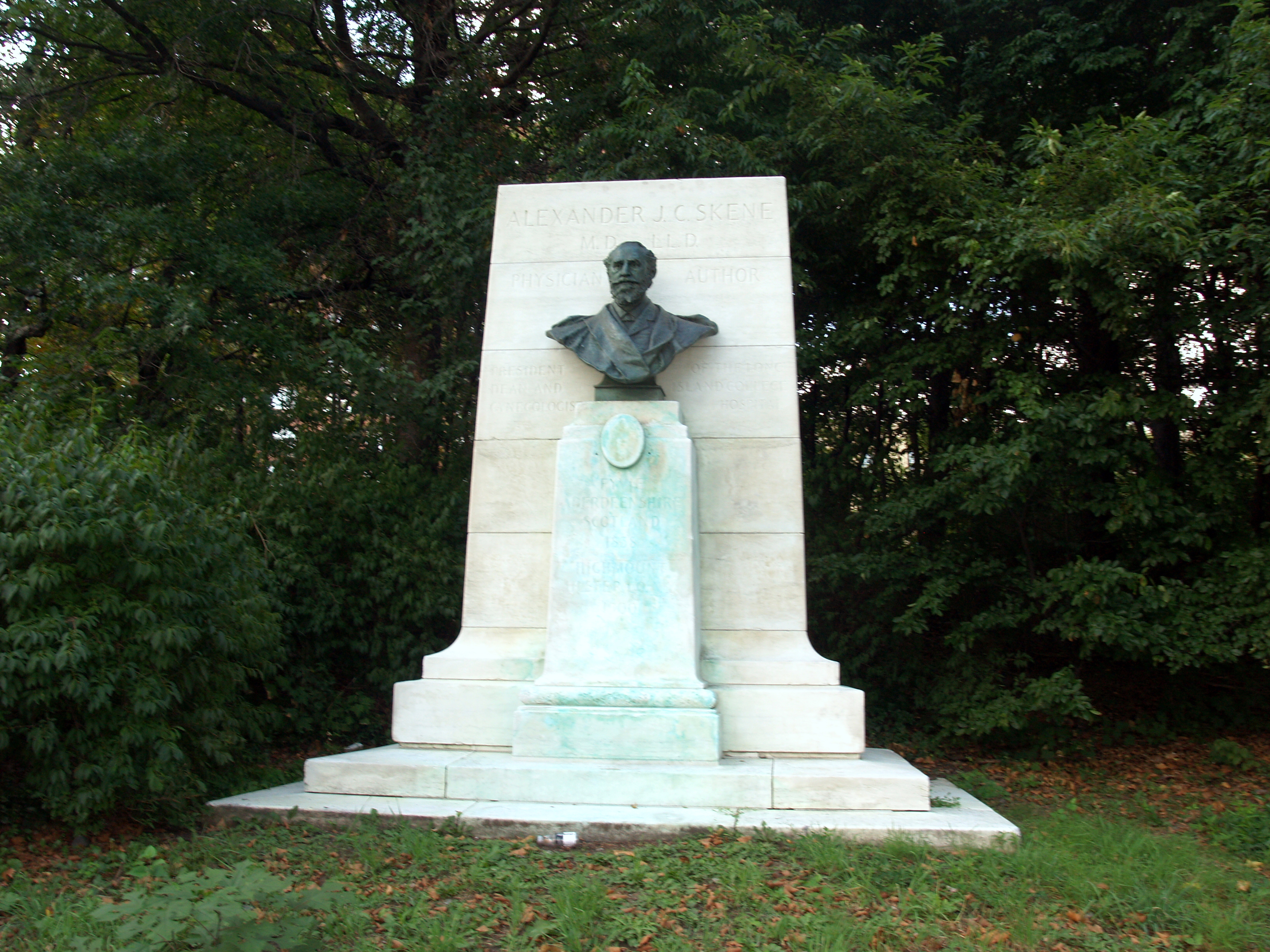
Memorial von Skene am Grand Army Plaza in New York City.

- Report on the physical character and resources of Gippsland. R Brough Smyth, Victoria/J. Ferres, Melbourne 1874.
- The relation of medical societies to progress in science. Inaugural address of the president of the Medical Society of the County of Kings, New York, June 16, 1874. Rome Brothers, Brooklyn 1874.
- Diseases of the bladder and urethra in women. W. Wood and company, New York 1878.
- The anatomy and pathology of two important glands of the female urethra. William Wood & Co., New York 1880.
- Relation of the ovaries to the brain and nervous system. Wood, New York 1881.
- The practice of gynecology in institutions designed for that purpose. [s.n.], New York 1883.
- Education and culture : as related to the health and disease of women. George S. Davis, Detroit 1889.
- Treatise on the diseases of women, for the use of students and practitioners. Appleton, New York 1889.
- Intraligamentous ovarian cystomata. Trow’s Print. and Bookbinding, New York 1890.
- Treatise on the diseases of women : for the use of student and practitioners. D. Appleton and Company, New York 1890.
- Notes on modern methods of closing wounds and controlling bleeding vessels. [s.n.] New York 1891.
- Pathology and treatment of injuries of the pelvic floor, with special reference to subcutaneous lacerations of the levator ani and transversus perinaei muscles and the formation of rectocele. Stuyvesant Press, New York 1893.
- Senile endometritis. [s.n.], New York 1894.
- Medical gynecology : a treatise on the diseases of women from the standpoint of the physician. D. Appleton and Co., New York 1895.
- A singular case of patency of a Gartners duct. Publishers’ Print. Co., New York 1896.
- Electro-cautery as a haemostatic. Appleton, New York 1897.
- Notes on the diagnosis and treatment of diseases of the female urinary organs. Wood, New York 1897.
- Electro-hæmostasis in operative surgery. D. Appleton and company, New York 1899. (online)
- The status of gynecology in 1876 and 1900. Lea Bros. & Co., Philadelphie 1900.
- Notes on the galvano-cautery in the treatment of urethral and vesical diseases. [s.n., New York? 1892?].
- Treatment before and after laparotomy. [s.n., New York? 1892?].